# El Sauzalito
El Sauzalito är en ort i Argentina.   Den ligger i provinsen Formosa, i den norra delen av landet, 1 200 km norr om huvudstaden Buenos Aires. El Sauzalito ligger 171 meter över havet och antalet invånare är 2 615.
Terrängen runt El Sauzalito är mycket platt. Trakten runt El Sauzalito är nära nog obefolkad, med mindre än två invånare per kvadratkilometer..
I omgivningarna runt El Sauzalito växer i huvudsak lövfällande lövskog.